# Aeropuerto Internacional Rey Fahd
El Aeropuerto Internacional de Dammam es el aeropuerto más extenso del mundo, situado en las cercanías de Dammam. Es el tercer aeropuerto más importante de Arabia Saudí, después del Aeropuerto Internacional de Yeda-Rey Abdulaziz, y el Aeropuerto Rey Khalid en Riad.

## Aerolíneas y destinos

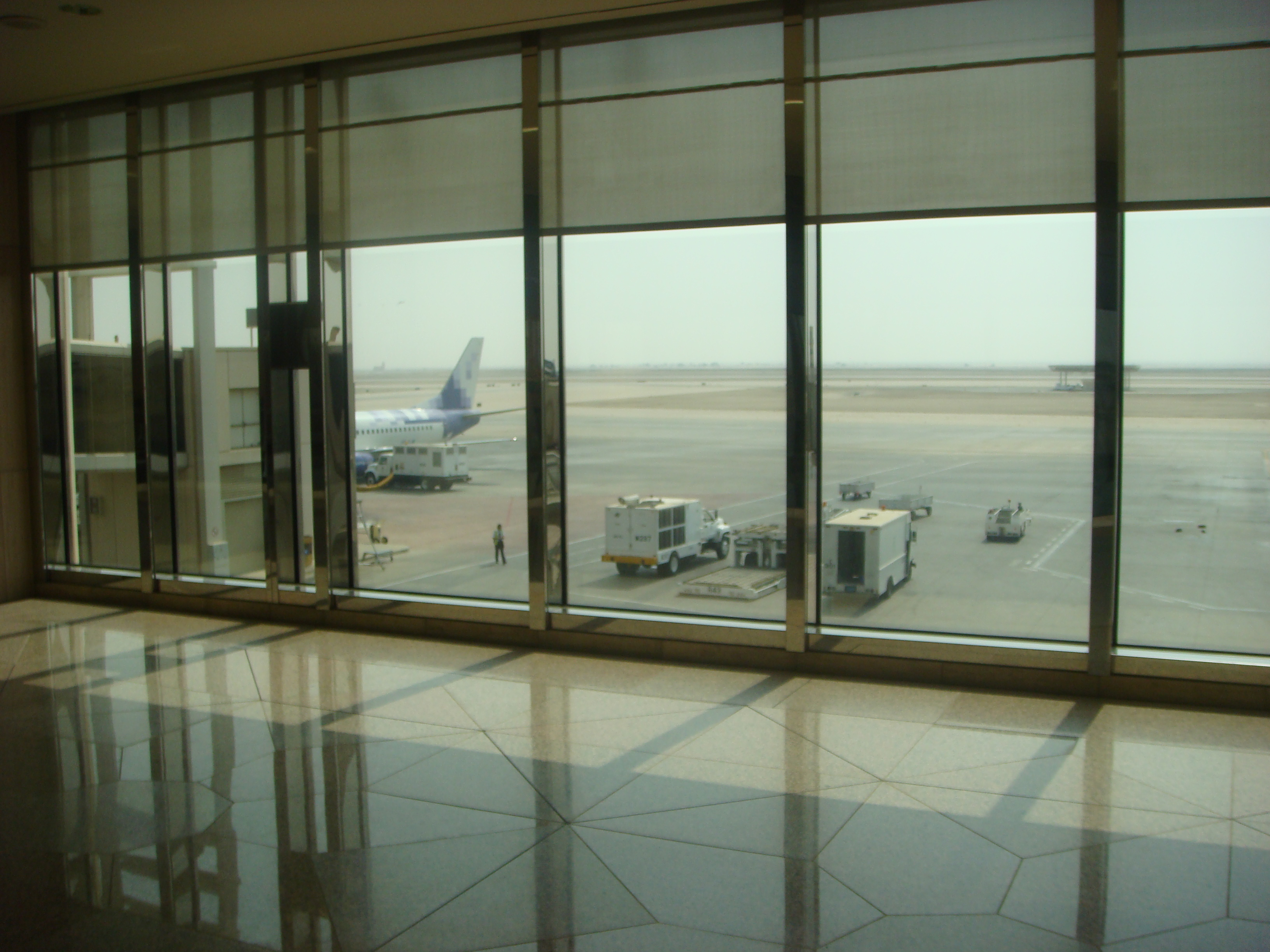
Sala de embarque.

Estas son las aerolíneas y destinos del aeropuerto a enero de 2020:
| Aerolíneas                      | Destinos                                                                                                  |
| ------------------------------- | --- |
| Air Arabia                      | Sharjah                                                                                                   |
| Air Arabia Egypt                | Alejandría                                                                                                |
| Air India                       | Delhi |
| Air India Express               | Kozhikode, Mangalore                                                                                      |
| Azerbaijan Airlines             | Bakú |
| Biman Bangladesh Airlines       | Daca |
| British Airways                 | Londres-Heathrow                                                                                          |
| EgyptAir                        | Alejandría, El Cairo                                                                                      |
| Emirates                        | Dubái |
| Ethiopian Airlines              | Adís Abeba                                                                                                |
| Etihad Airways                  | Abu Dabi                                                                                                  |
| Flyadeal                        | Abha, Jizán, Medina, Riad, Taif, Yanbu, Yeda                                                              |
| Flydubai                        | Dubái |
| Flynas                          | Abha, Al Casim, Arar, El Cairo, Jartum, Jizán, Lahore, Lucknow, Medina, Qaisumah, Riad, Taif, Yanbu, Yeda |
| Gulf Air                        | Baréin |
| Himalaya Airlines               | Katmandú                                                                                                  |
| Jazeera Airways                 | Kuwait |
| KLM                             | Ámsterdam, Riad                                                                                           |
| Lufthansa                       | Fráncfort del Meno                                                                                        |
| Middle East Airlines            | Beirut |
| Oman Air                        | Mascate                                                                                                   |
| Pakistan International Airlines | Islamabad, Karachi, Lahore, Peshawar, Sialkot                                                             |
| Pegasus Airlines                | Estambul-Sabiha Gökçen                                                                                    |
| Philippine Airlines             | Manila |
| Royal Jordanian Airlines        | Amán |
| SalamAir                        | Mascate                                                                                                   |
| Saudia                          | Abha, Al Bahah, Al Casim, Bisha, El Cairo, Dubái, Ha'il, Jizán, Medina, Riad, Tabuk, Taif, Turaif, Yeda   |
| SaudiGulf Airlines              | Abha, Islamabad, Karachi, Lahore, Riad, Sialkot, Yeda                                                     |
| SriLankan Airlines              | Colombo                                                                                                   |
| Turkish Airlines                | Estambul                                                                                                  |